# 察爾尼卡瓦市鎮
察爾尼卡瓦市鎮，曾是拉脫維亞的一個市镇，設立於2006年，位於該國北部，人口6261人，面積80.2平方公里，人口密度約78人/km2。
2021年7月1日，察爾尼卡瓦市鎮合并至阿達日市鎮。

## 外部連結
- 阿达日市镇官方网站 （页面存档备份，存于） （拉脱维亚文） （英文）